# Establo Nishonoseki (2021)

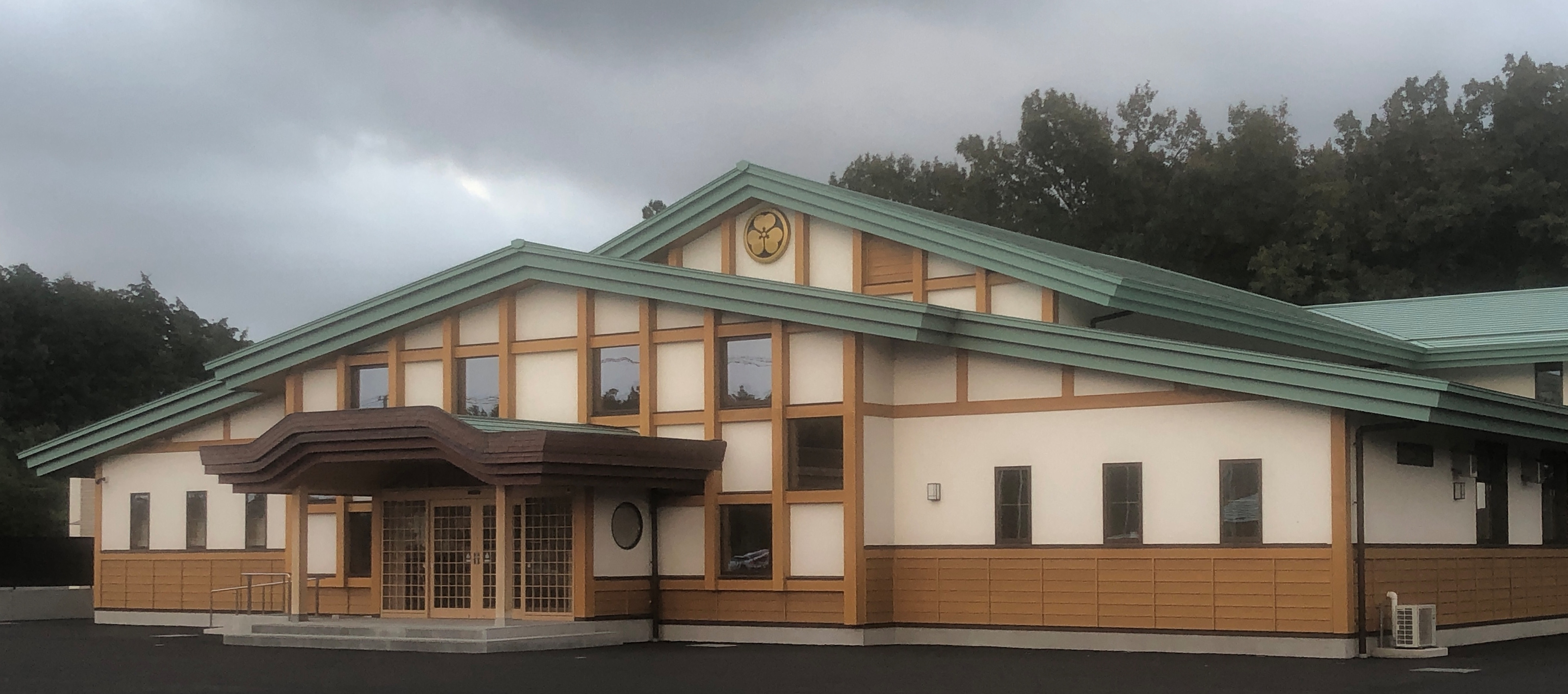
Fachada exterior del Establo Nishonoseki

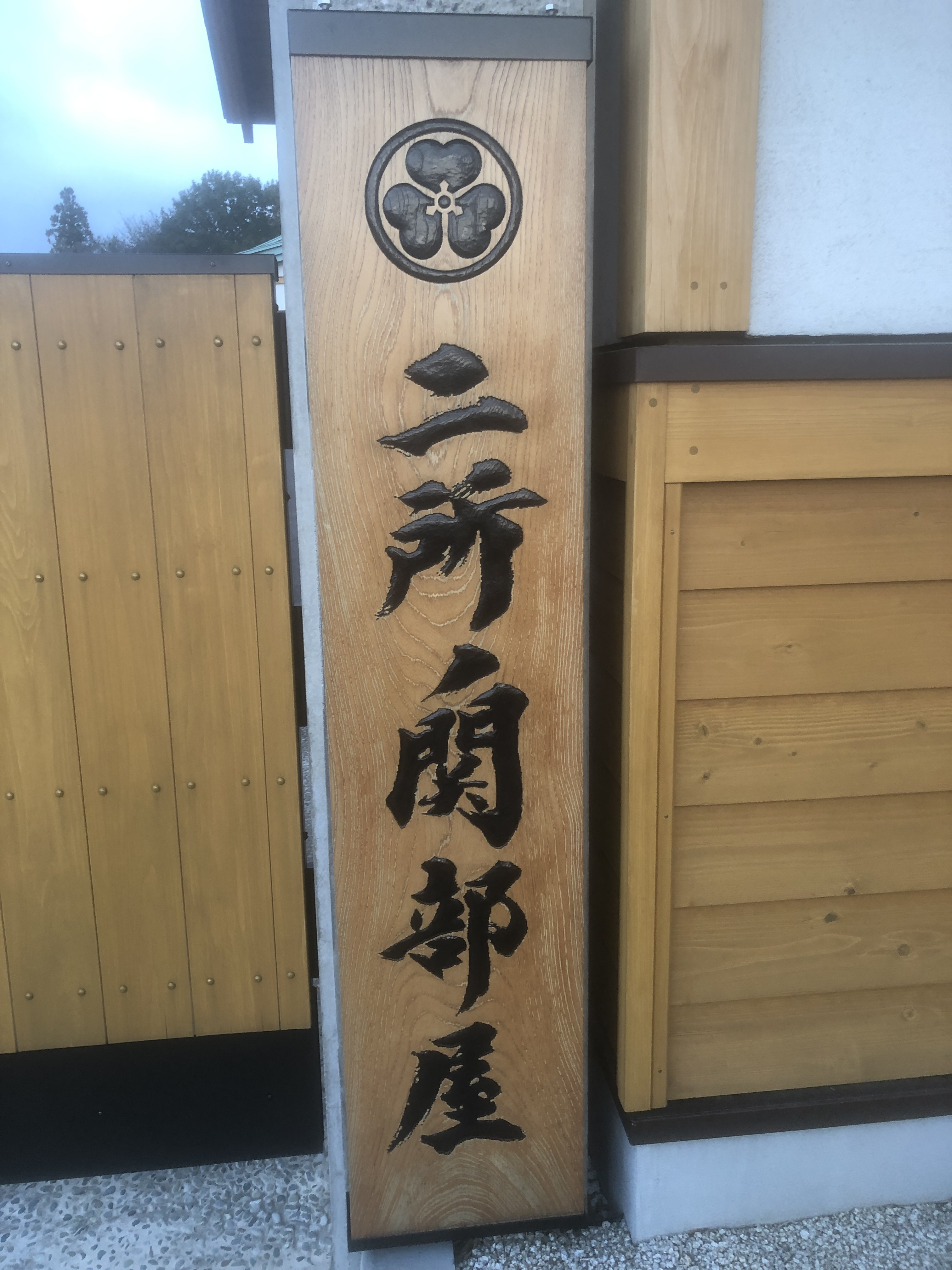
Placa de madera con el nombre del Establo Nishonoseki (2021)

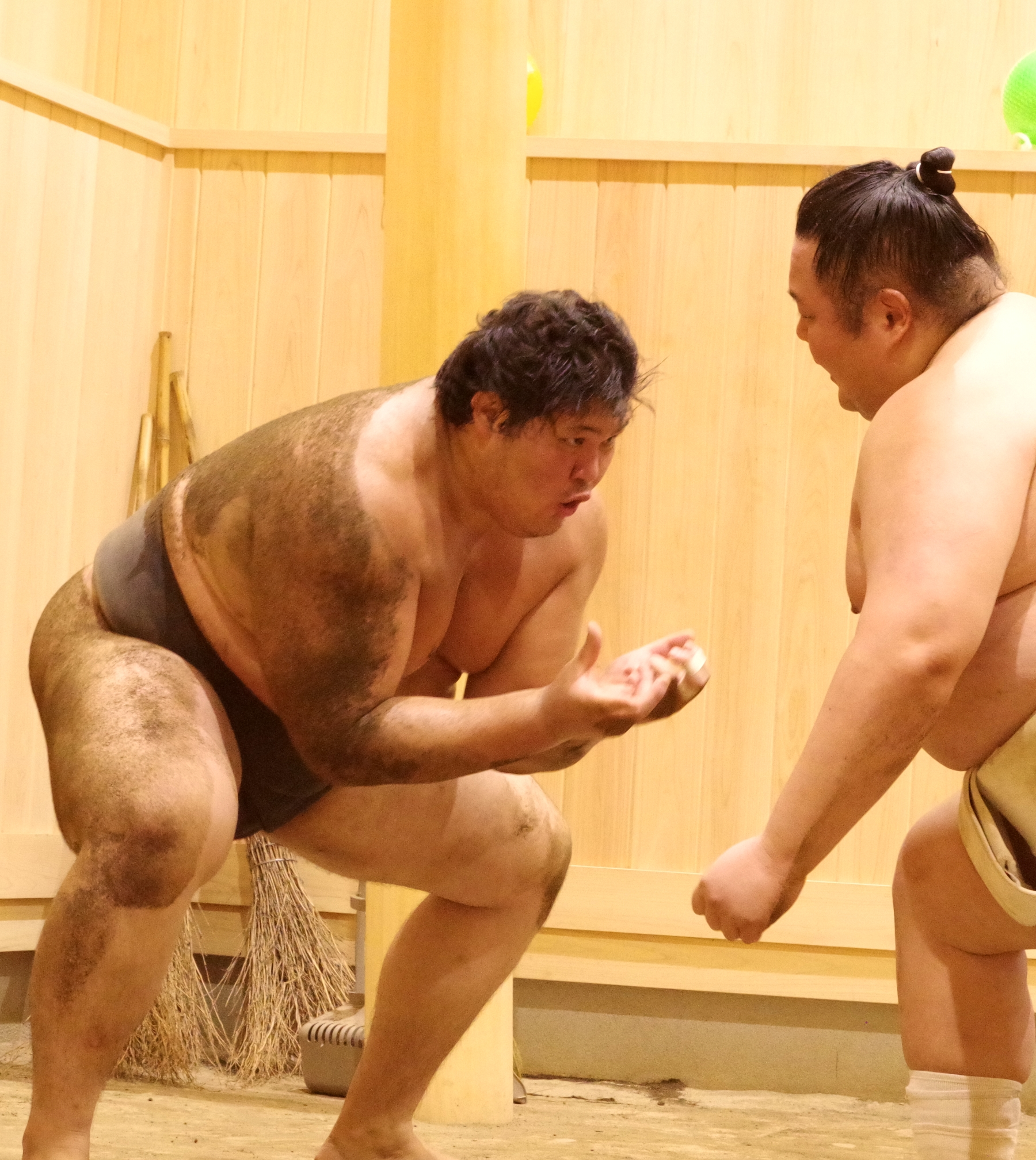
Ōnosato

El Establo Nishonoseki (二所ノ関部屋, Nishonoseki-beya) es un establo de entrenamiento de sumo profesional. El recinto forma parte del ichimon Nishonoseki del cual además es líder. Fue fundado por el septuagésimo segundo (72°) yokozuna Kisenosato tras independizarse del establo Tagonoura, siendo inaugurado oficialmente en agosto de 2021 como el Establo Araiso (荒磯部屋, Araiso-beya). En enero de 2022, el establo fue renombrado después de que la Asociación Japonesa de Sumo aprobase el cambio de nombre de maestro/anciano de Kisenosato para así adoptar el nombre Nishonoseki tras el retiro del ōzeki Wakashimazu, reformando el establo en una nueva ubicación.

## Historia
Durante el torneo de enero de 2019, el septuagésimo segundo (72°) yokozuna Kisenosato, el cual se retiró del circuito profesional adoptando el nombre de maestro Araiso, se independizó del establo Tagonoura, en donde había estado trabajando como entrenador, estableciendo su propio establo de sumo con cuatro luchadores y un árbitro. En un principio el establo fue conocido como el "Establo Araiso", pero en diciembre de 2021, Araiso intercambió su nombre de maestro con Nishonoseki (ex ōzeki Wakashimazu), por lo que el establo fue renombrado como el "Establo Nishonoseki".
En ese mismo mes, el recién renombrado Nishonoseki reclutó a un estudiante de 18 años de la Escuela Secundaria Superior Ushiku en su prefectura natal de Ibaraki, el cual ya había visto mientras frecuentaba el club de sumo de la escuela. En marzo de 2022, el establo recluto a un par de gemelos idénticos, Hayashiryū y Rinko, pertenecientes al mismo club de sumo de Nagano en donde entrenó el ōzeki Mitakeumi. En marzo de 2013, el establo anunció el reclutamiento del yokozuna amateur de 22 años Daiki Nakamura, egresado de la Universidad de Ciencias del Deporte de Japón. Definido como "el prospecto más esperado del sumo universitario en décadas", Nakamura (el cual adoptó el shikona "Ōnosato") comenzó su carrera profesional desde el rango makushita #10 mediante el sistema makushita tsukedashi.
El maestro Nakamura (ex sekiwake Yoshikaze) fue transferido al establo tras el torneo de enero de 2022 debido al cierre del establo Oguruma, trayéndose consigo al ex maegashira Tomokaze. Tomokaze fue promovido nuevamente a la división jūryō tras el torneo de enero de 2023, convirtiéndose en el primer sekitori del establo.
Ōnosato fue promovido a la división jūryō en julio de 2023 junto a otro luchador de bajo rango, Takahashi. Ambos se convirtieron en los primeros sekitori reclutados por Kisenosato. En mayo de 2024, a tan solo un año de su debut, Ōnosato obtuvo su primer campeonato (yūshō) en la división makuuchi. Siguiendo los pasos de su maestro, Ōnosato fue promovido al rango de yokozuna en mayo de 2025, lográndolo tras haber competido en 13 torneos, y convirtiéndose en el primer luchador de sumo en obtener registros de victorias en todos los torneos en los que participó antes de llegar al yokozuna.
Poco después del torneo de mayo de 2024, Yoshikaze se independizó del establo Nishonoseki para fundar su propio establo, el establo Nakamura.
Para julio de 2024, el establo poseía un total de 17 luchadores.

## Nombres de ring
Algunos luchadores destacados de este establo (como Ōnosato o Wakenosato) han adoptado nombres de ring o shikona con el sufijo "-nosato" (の里), extraído del nombre del maestro y dueño del establo, el septuagésimo segundo (72°) yokozuna Kisenosato, y su maestro, el ex yokozuna Takanosato.

## Dueños
- 2021-presente: Nishonoseki Yutaka (iin, el septuagésimo segundo (72°) yokozuna Kisenosato)

## Luchadores activos destacados
- Ōnosato (el septuagésimo quinto (75°) yokozuna)
- Shirokuma (mejor rango: maegashira)

## Exmiembros destacados
- Nakamura Masatsugu (iin, ex sekiwake Yoshikaze)
- Tomokaze (mejor rango: maegashira)
- Kayō (mejor rango: maegashira)

## Gyōji
- Kimura Ennosuke (makushita gyōji, de nombre real: Satoru Ishimaru)

## Tokoyama
- Tokoni (tokoyama de quinta clase)

## Ubicación y acceso
139-1 Arakawahongō, Ami, distrito de Inashiki, prefectura de Ibaraki. A 10 minutos caminando desde la Estación Hitachino-Ushiku (Línea Jōban)
Las actuales instalaciones del establo Nishonoseki fueron inauguradas en junio de 2022. Anteriormente, los maestro del establo entrenaban a sus discípulos en la Universidad de Tsukuba.